# كاترين غراي
كاترين غراي (بالألمانية: Katrin Gray)‏ هي عارضة ألمانية، ولدت في 9 مايو 1985 في هانوفر في ألمانيا.

## وصلات خارجية
- كاترين غراي على موقع IMDb (الإنجليزية)